# The Prisoner
El prisionero es una serie de televisión de ciencia ficción del Reino Unido, del año 1967, protagonizada por Patrick McGoohan. Fue ideada por el mismo Patrick McGoohan y George Markstein, y producida por la ITC Entertainment de Sir Lew Grade para su emisión por la ITV. McGoohan escribió y dirigió varios episodios, la mayoría bajo seudónimo.

## Argumento
El personaje protagonista, el  Número 6, es en apariencia un antiguo agente secreto del Gobierno Británico durante la Guerra Fría. Nunca se le llama por su nombre, y la naturaleza exacta de su trabajo nunca se indica de forma explícita, aunque numerosos episodios proporcionan pistas. Tras renunciar a su puesto, es secuestrado y retenido prisionero en un pequeño y aislado pueblo costero conocido como La Villa. 
Allí las autoridades (cuya identidad y lealtad nunca quedan claras) intentan dilucidar por qué el Número 6 presentó su renuncia. A lo largo de la serie, Número 6 intenta escapar mientras desafía todos los intentos de quebrar su voluntad. También busca descubrir la identidad del misterioso Número 1, quien presuntamente dirige La Villa en una especie de futuro distópico. Hacia el final de la serie, el programa se desvía de forma bastante considerable de este esquema.
Aunque fue publicitada en su momento como una serie de espionaje similar al anterior éxito de McGoohan, Danger Man, la serie es en realidad una combinación de los temas de la contracultura de los años 1960, y su puesta en escena en futuro un tanto surrealista, donde las autoridades aplican un control social de la población de La Villa en forma experimental. Ejerció una fuerte influencia en el género televisivo de Fantasía y Ciencia ficción, así como en la cultura popular en general.
- En 1982, la banda británica de rock/heavy metal Iron Maiden lanzó la canción "The Prisoner" inspirados en la serie, en el contexto del álbum The Number Of The Beast.[1]
- En 1999, en el libro de relatos Corazones en la Atlántida, de Stephen King, aparece citado un breve fragmento de diálogo entre Número 6 y Número 2.
- En 2000, en la serie Los Simpson, el sexto episodio de la duodécima temporada está basado en El Prisionero y se llama The Computer Wore Menace Shoes (titulado El ordenador que acabó con Homer en España y Amenaza informática en América Latina). Fue escrito por John Swartzwelder, dirigido por Mark Kirkland y la estrella invitada fue Patrick McGoohan como el Número 6. En el episodio, Homer crea una página web en la que publica noticias secretas, pero pronto es secuestrado por un grupo de conspiradores.
- En 2002, la serie ganó un Prometheus Hall of Fame Award.
- En 2005, los lectores de la revista SFX situaron a la serie en el quinto lugar en una votación de programas de televisión de género fantástico.
- En una encuesta de 2006 entre estrellas del Rock y el cine realizada por Uncut sobre películas, libros, música o programas de TV que cambiaron el mundo, The Prisoner fue situada en el puesto número 10 entre los mejores programas de TV.

En 2009 se estrenó un remake de la serie, una miniserie estadounidense con Ian McKellen y James Caviezel en los papeles de Número 2 y Número 6.

## Formato y puesta en escena
La serie desarrolla argumentos llamativos y a menudo surrealistas, y entre sus temas se incluyen la hipnosis, experiencias con drogas alucinógenas, robo de identidad, control mental y manipulación del sueño.
Aunque se rodaron 17 episodios, McGoohan originalmente solo pretendía rodar siete. El canal quiso una serie completa de 26 episodios, y se acordaron 17 como compromiso. Existe un debate en torno a si la serie se terminó de mutuo acuerdo o se canceló. Según The Prisoner: The Official Companion to the Classic TV Series de Robert Fairclough, la serie fue de hecho cancelada, obligando a McGoohan a escribir el episodio final "Fall Out" en apenas unos días.
De forma similar a Twin Peaks, el espectador ve la mayor parte de la historia desde el punto de vista del protagonista que a menudo no comprende lo que está sucediendo. En sus intentos por comprenderlo, alguna gente comenzó a verla de forma compulsiva. El episodio final causó tanta confusión que el canal de televisión se vio desbordado por las llamadas telefónicas y McGoohan sufrió el acoso incluso en su propia casa de espectadores desconcertados pidiendo explicaciones.

### La secuencia de apertura y los títulos de crédito

#### Inicio
La secuencia de los títulos de apertura (no se muestra en todos los episodios) comienza con la visión de un impoluto cielo azul y el incongruente sonido de un trueno. Mientras comienza la sintonía musical, la vista desciende para revelar al futuro número 6 conduciendo su Lotus Seven para llegar a la oficina de un superior, ante quien protagoniza una feroz (aunque inaudible) discusión, que aparentemente termina con su renuncia. El héroe se dirige a casa. Tras entrar en su apartamento, empaqueta rápidamente sus cosas, incluyendo fotografías de una playa tropical de arena blanca (posiblemente una pista de su pretendido destino). Un coche fúnebre se acerca y un funerario se acerca a la puerta principal. Un gas blanco fluye a la habitación a través del ojo de la cerradura, dejando inconsciente al Número 6. El protagonista se despierta en la Villa, cuya gente y decorados son de un peculiar estilo náutico y brillantes colores.
El siguiente diálogo se produce a lo largo de la secuencia de apertura de la mayoría de los episodios. Quien pregunta es el Número 6 y quien responde es el Número 2, el presidente de la Villa, un papel encarnado por diferentes hombres y mujeres en casi todos los episodios (algunos actores interpretaron el papel múltiples veces — como la referencia al "nuevo Número 2" indica):
"¿Dónde estoy?"
"En la Villa."
"¿Qué quieren de mí?"
"Información."
"¿De qué lado están?"
"Eso no puedo decírselo.... Queremos información. ¡Información! ¡INFORMACIÓN!"
"No la tendrán."
"De algún modo, la obtendremos."
"¿Quién es usted?"
"El nuevo Número 2." (Esto puede variar — ver más abajo.)
"¿Quién es el número 1?"
"Usted es el número 6."
"No soy un número — ¡Soy un hombre libre!"
(Carcajadas del Número 2.)
En algunos casos, la voz del Número 2 en el diálogo de arriba es proporcionada por el propio actor que interpreta al personaje en ese episodio en particular. Sin embargo, en varios episodios se usa una voz diferente aunque se muestre la imagen del actor que interpreta el papel. En algún episodio, el Número 2 no se muestra para evitar revelar la sorpresa de la verdadera identidad del personaje (como en los episodios "Many Happy Returns" y "The Girl Who Was Death"). En un par de inicios, el Número 2 simplemente dice, "Soy el Número 2". Esto fue empleado en "A. B. and C.", pensada para ser transmitida tras "The General", que mostraba a Colin Gordon como el personaje por segunda vez — por tanto, no era el nuevo Número 2.

#### Cierre
Al cierre de cada episodio, una imagen del rostro del Número 6 se aproxima rápidamente desde la Villa, creciendo rápidamente en tamaño, pero es detenida en el último segundo por unos barrotes que caen, sirviendo como cierre del episodio. (Según The Prisoner: The Complete Scripts Volume 1, esta secuencia es todo lo que queda de una anterior realización rechazada de los títulos de apertura de la serie.)

#### Títulos de Crédito
Los títulos de crédito aparecen sobre un dibujo de un velocípedo que se va ensamblando lentamente como logo de la Villa. Después de que el velocípedo esté completamente montado, aparece metraje del Rover, el gran globo blanco que persigue y reduce o mata a quienes intentan fugarse, elevándose de las profundidades, emergiendo a la superficie y alejándose en la distancia.
En la versión de los títulos de crédito planeada inicialmente, vista en la versión alternativa de "Chimes of Big Ben," el Rover no aparece. En su lugar, la imagen del velocípedo se desvanece para dejar solo las ruedas. Las ruedas después comienzan a girar más y más rápido transformándose en la Tierra (rueda pequeña) y el Universo (rueda grande). La cámara hace un zoom hacia la Tierra en donde explota la palabra "POP". (Este es un acrónimo de "Protect Other People" al que se hace referencia en el episodio "Once Upon a Time", y también al uso ocasional de la canción "Pop Goes the Weasel" en la banda sonora.)

### La Villa
La localización de la Villa es desconocida. En "Many Happy Returns", su ubicación se sitúa en algún lugar cercano a la "costa de Marruecos, sudoeste de Portugal y España" — El Número 6 calcula esto con antiguos colegas usando notas de navegación y mapas después de una breve huida, y cuando busca esta zona es engañado y lanzado de vuelta allí — sugiriendo que esta estimación es correcta, aunque bien pudiera haber sido un subterfugio empleado por sus antiguos compañeros. En otro episodio, Lituania, en la costa del Báltico a "30 millas de la frontera polaca" aunque esto pudiera ser un engaño. En la versión no emitida de "The Chimes of Big Ben" (Las campanas del Big Ben), Número 6 construye un dispositivo que le permite trabajar fuera del emplazamiento de la Villa; esta escena fue presumiblemente cortada para evitar un deus ex machina y no es considerada "canon" con el resto de la serie. El episodio final, "Fall Out", aunque nunca revela la localización exacta de la Villa, sugiere fuertemente que está a distancia de viaje en coche desde Londres. Además no insinúa ningún viaje en ferry y el Túnel del Canal desde Francia todavía estaba a décadas de ser completado.
La Villa tiene un periódico diario llamado el Tally Ho y un logotipo con la forma de un velocípedo con toldo. El lugar está bajo el control del Número 2 (ver abajo). "Unidades de trabajo" o "créditos" sirven como moneda en sus tiendas, y se lleva la cuenta perforando agujeros en una tarjeta de crédito. Por toda la Villa, la música suena de fondo, en su mayoría alternando entre música de banda de desfile y canciones de cuna, interrumpida periódicamente por anuncios públicos. Los medios de comunicación y la señalización incorporan de forma persistente temas de navegación y vacacionales.
El tamaño exacto de la Villa nunca es mostrado en la pantalla. Además del propio pueblo, se sabe que incluye un edificio hospitalario a cierta distancia, así como zonas de bosque, montañosas y costeras. La Villa es lo bastante grande como para que en un episodio ("Living in Harmony") se llegara a construir un pueblo entero del Lejano Oeste en sus inmediaciones. En "Arrival" (y otros episodios) Número 6 ve la Villa desde el aire, aunque es aparentemente incapaz de divisar pueblos o ciudades en los alrededores. En otros episodios (dependiendo del ángulo de la cámara), pueden verse claramente edificios en el lado opuesto de la bahía. No obstante, todos los mapas de la Villa vistos en la serie muestran solo la población.
Las escenas de la Villa fueron rodadas en Portmeirion, una villa turística cerca de Penrhyndeudraeth en Gales, y en los estudios MGM de Borehamwood en Inglaterra. Utilizando los exteriores del estudio de MGM, la producción fue capaz de añadir áreas enteras a la Villa que no estaban presentes en la vida real en Portmeirion.

### Seguridad y vigilancia en la Villa (los globos blancos)
Un centro de control subterráneo monitoriza las cámaras de circuito cerrado emplazadas por toda la Villa. Observadores permanentes espían de forma continuada a sus habitantes y frustran los intentos de fuga de Número 6 con la ayuda de un Rover, un dispositivo similar a un gran globo blanco que caza y reduce o mata a los que intentan evadirse. El Rover iba a ser en un principio una máquina robotica, parecida a un Dalek  (ver Doctor Who), pero cuando el prototipo no funcionó durante el rodaje del primer episodio, el equipo de rodaje se fijó en un globo meteorológico en el cielo y lo usó como inspiración.
Los ciudadanos usan la frase "Be seeing you" como forma de despedida, acompañado de un ademán de la mano consistente en que el pulgar y el índice formen un círculo sobre el ojo derecho, para después inclinarse hacia adelante como saludo.
Los guardas llevan el mismo estilo de ropa turística e insignias numeradas que los prisioneros, y se mezclan inadvertidamente entre la población general. De esta forma, es casi imposible para los prisioneros determinar en qué ciudadanos confiar y en cuáles no.

### Número 6
El Número 6 viste normalmente una chaqueta de color marrón muy oscuro (a menudo tomada por negra, y pareciendo de tal color en los episodios) con ribetes blancos, un jersey de cuello alto azul oscuro o negro, zapatos negros con suela negra, y muchas veces no se pone su chapa identificativa con el número "6". Hubo al menos dos chaquetas negras, con ligeras diferencias en el bordado blanco. Poco se sabe del pasado del Número 6, salvo que luchó en una guerra y nació el 19 de marzo de 1928 (que es la fecha de cumpleaños de McGoohan). El flashback que aparece en "Once Upon a Time" sugiere que el Número 6 fue tripulante de un bombardero, posiblemente del Comando de Bombarderos de la RAF. Su posición de asiento en relación con el piloto (retratada en una ilusión por el Número 2) indica que era el navegante del aparato, un de Havilland Mosquito. Como los Mosquito estuvieron operativos en la Royal Air Force hasta finales de 1952, y se emplearon para entrenamiento otra década más, es muy probable que El Prisionero hubiera entrenado en "Mossies".
El Prisionero 6 se niega a revelar la razón de su renuncia, a pesar de los continuos esfuerzos del Número 2 para sonsacarle la información.
Al principio Número 6 gasta sus energías buscando formas de escapar, y posteriormente en la serie su atención se desvía a tratar de descubrir más sobre la Villa y sus invisibles gobernantes. Sus intentos son fácilmente atajados por las autoridades de la Villa. Sin embargo, sus esfuerzos para extraer información necesitan de medidas cada vez más drásticas conforme avanza el curso de la serie.
Número 6 siempre asume que alguien designado como "Número Uno" está al cargo de La Villa, pero en ningún momento ninguna de las autoridades visibles de La Villa reconoce abiertamente la existencia de tal persona. Incluso cuando se discute directamente la cuestión con el Número Seis, ninguna afirmación clara es pronunciada (The Chimes of Big Ben). En sus funciones oficiales, el Número Dos y el equipo de operaciones de La Villa nunca se han referido a él por el título (En "Free For All", Número Dos se refiere al deseo del Número 6 de conocer al Número Uno, pero no a que exista realmente). Algunos han interpretado esto como una indicación de que no existe el "Número Uno" en el sentido personal, sino más bien como el inexistente Gran Hermano de la novela de George Orwell 1984. Resulta evidente, sin embargo, que hay alguien que parece dar órdenes directas al Número 2, porque en varios episodios, el Número 2 parece ser intimidado por las llamadas de teléfono de una persona a la que se dirige como "Señor".
Los últimos episodios muestran menos tentativas de fuga y más temas psicológicos tales como la naturaleza del poder y la autoridad, y su relación con la libertad. Su astucia y resistencia no hacen sino aumentar mientras está cautivo: en "Hammer Into Anvil" reduce al Número 2 a un loco paranoide con los nervios destrozados por el engaño. A medida que los Número 2 se vuelven más coactivos y desesperados, la conducta del Número 6 se vuelve progresivamente más ruda, inflexible, y excéntrica.
Aunque la razón para escoger el seis como número designado para el personaje principal es desconocida, el crítico Alden Loveshade ha sugerido que puede tratarse de una referencia al Antiguo Testamento Cristiano y a las Escrituras Judías. Al principio de casi todos los episodios, el personaje principal insiste "Yo no soy un número. ¡Soy un hombre libre!" En la numerología hebrea, el número seis representa el sexto día de la Creación cuando Dios creó al Hombre, y es así reconocido como "el número del hombre." "Número 6," por tanto, puede representar al "individuo," que es el tema común de la serie. esto podría explicar por qué el personaje insiste en que no es un número, aunque nunca revele su nombre. Podría representarnos a todos.

### Número 2
La Villa es administrada de forma abierta por un oficial designado como "Número 2". La identidad del Número 2 suele cambiar en cada episodio. Hay dos Número 2 con apariciones repetidas: Leo McKern apareció en tres episodios, y Colin Gordon en dos. Con la excepción de "Fall Out", este era el resultado de que los actores interpretaran su papel en dos episodios consecutivos filmados uno detrás de otro. Colin Gordon fue filmado en "The General" seguido inmediatamente de "A. B. and C." McKern apareció en el piloto de la serie, "The Chimes of Big Ben," y después en el primer episodio que se produjo para la serie "Once Upon a Time."
Los diversos Número 2 parecen hacer uso de varios símbolos de su autoridad. Uno de los más llamativos es el Sello, un gran medallón dorado, al estilo de las bandas de los alcaldes, con el logo del velocípedo y el título oficial "Administrador Jefe". Esto solo se puede ver en un episodio, "It's Your Funeral". Los dos signos más visibles son una bufanda multicolor y el colorido palo de un paraguas (usado como vara). La mayoría, aunque no todos, de los Número 2 parecen usar estos objetos simbólicos.
En apariencia la principal tarea del Número 2 consiste en quebrar la voluntad del Número 6. A lo largo de la serie, el Número 2 intenta descubrir por qué Número 6 renunció. Número 6 se niega a responder, declarando tan solo que se trataba de "una cuestión de conciencia". Una variedad de técnicas de interrogatorio, intimidación, drogas, y control mental son empleadas por los Número 2. El valor de Número 6 previene el uso de métodos brutales por parte del Número 2 —empleados de forma rutinaria sobre otros prisioneros— contra él.
El primer episodio, "Arrival", establecía que la gente que asumía el cargo de Número 2 era rotada de forma regular. Algunos fanes han interpretado la eliminación del Número 2 exclusivamente como un castigo por el fracaso, pero hubo solo dos individuos que encajaban con esta categorización. El episodio "Free for All" sugiere que el Número 2 podría ser "democráticamente elegido por el pueblo". Sin embargo, esto fue parte de una tentativa empleada por el Número 2 para quebrar la voluntad del Número 6.
Uno de estos Número 2 fue recordado en La Villa como el último Número 2 (el interpretado por McKern). Este Número 2 parece tener una posición de cierta distinción. En el último episodio, "Fall Out", McKern usa la Lord's Entrance en el Palacio de Westminster, indicando que es un miembro del Parlamento, habiendo heredado un título bien por nacimiento o bien a través de la Corona. Una interpretación alternativa es que el Palacio de Westminster es un símbolo de la democracia, en contraste con el tema del totalitarismo y la supresión del individuo.

## Episodios
Éste es el orden original en el que los episodios fueron emitidos en Gran Bretaña y no el orden de producción o cronológico de la historia. Sin embargo, debe tenerse en cuenta que el orden de emisión no es el originalmente previsto por McGoohan. Por ejemplo, es muy probable, por los detalles de la historia y de las secuencias de apertura, que "The General" preceda en orden a "A. B. and C.". Debe puntualizarse también que se ha producido un extenso debate entre los fanes más acérrimos intentando establecer un orden "correcto" para los episodios. Muchos han analizado la serie línea por línea buscando referencias temporales que en muchos casos proporcionan órdenes de episodios diferentes, a veces radicalmente distintos, en comparación al orden en que fueron emitidos. La transmisión en el Reino Unido de cada uno de los primeros 14 episodios fue hecha por ATV (Midlands) y Grampian Television. Los últimos tres episodios fueron emitidos por primera vez en el Reino Unido por Scottish Television. Estas transmisiones son enumeradas abajo.
| Episodio | Título                          | Fecha de emisión (UK)   | Número Dos interpretado por       | Trama | Orden alternativo de episodios |
| -------- | ------------------------------- | ----------------------- | --------------------------------- | --- | ------------------------------ |
| 1-1      | Arrival                         | 1 de octubre de 1967    | Guy Doleman George Baker          | Tras despertarse en la Villa y descubrir su cautiverio, Número Seis encuentra a un amigo del exterior que puede tener una forma de escapar.                                                 | 1-1                            |
| 1-2      | The Chimes of Big Ben           | 8 de octubre de 1967    | Leo McKern                        | Una nueva prisionera, Nadia, puede tener información sobre la Villa que haga factible un intento de fuga.                                                                                   | 1-5                            |
| 1-3      | A. B. and C.                    | 15 de octubre de 1967   | Colin Gordon                      | Un desesperado Número Dos intenta manipular los sueños del Número Seis para descubrir a quién es leal.                                                                                      | 1-6                            |
| 1-4      | Free for All                    | 22 de octubre de 1967   | Eric Portman Rachel Herbert       | Al presentársele la oportunidad, el Número Seis se presenta a las elecciones para el puesto de Número Dos.                                                                                  | 1-2                            |
| 1-5      | The Schizoid Man                | 29 de octubre de 1967   | Anton Rodgers                     | Número Dos reemplaza a Número seis con un duplicado para debilitar su sentido de identidad real.                                                                                            | 1-8                            |
| 1-6      | The General                     | 5 de noviembre de 1967  | Colin Gordon                      | Un ingenio para estudiar de forma ultra rápida diseñado por un importante prisionero supone quizás la mayor amenaza para la independencia del Número Seis.                                  | 1-7                            |
| 1-7      | Many Happy Returns              | 12 de noviembre de 1967 | Georgina Cookson                  | Después de despertarse y encontrar la Villa desierta, Número Seis regresa a Inglaterra pero no sabe en quién confiar allí.                                                                  | 1-9                            |
| 1-8      | Dance of the Dead               | 26 de noviembre de 1967 | Mary Morris                       | Número Seis intenta salvar a un amigo que está a punto de ser destruido por La Villa. | 1-3                            |
| 1-9      | Checkmate                       | 3 de diciembre de 1967  | Peter Wyngarde                    | Número seis cree que tiene una forma de distinguir a los prisioneros de los guardianes, y forma un grupo para un intento de fuga.                                                           | 1-4                            |
| 1-10     | Hammer Into Anvil               | 10 de diciembre de 1967 | Patrick Cargill                   | Número Seis se venga de un sádico Número Dos por la muerte de otra prisionera. | 1-12                           |
| 1-11     | It's Your Funeral               | 17 de diciembre de 1967 | Derren Nesbitt Andre Van Gyseghem | Para salvar a un prisionero al que están tendiendo una trampa, Número Seis debe intervenir en una lucha por el poder en La Villa y evitar el asesinato de un Número Dos.                    | 1-10                           |
| 1-12     | A Change of Mind                | 31 de diciembre de 1967 | John Sharpe                       | Número Dos crea un gran revuelo en la Villa para sumir en el ostracismo al Número Seis, y después toma medidas aún más drásticas para curar a Seis de su "unmutuality".                     | 1-11                           |
| 1-13     | Do Not Forsake Me Oh My Darling | 7 de enero de 1968      | Clifford Evans                    | Tras ser insertados sus procesos cerebrales en el cuerpo de otro hombre, Número Seis regresa a Inglaterra para buscar a un científico desaparecido.                                         | 1-13                           |
| 1-14     | Living in Harmony               | 14 de enero de 1968     | David Bauer                       | En un entorno del Viejo Oeste, un servidor de la ley que renuncia se ve atrapado en un pueblo llamado Armonía en donde el juez quiere que sea el nuevo sherif — de una forma u otra.        | 1-14                           |
| 1-15     | The Girl Who Was... Death       | 21 de enero de 1968     | Kenneth Griffith                  | Número Seis cuenta un cuento para niños en el que evita los intentos de asesinato de una bella mujer mientras frustra los planes de su megalomaníaco padre.                                 | 1-15                           |
| 1-16     | Once Upon a Time                | 28 de enero de 1968     | Leo McKern                        | El Número Dos somete al Número Seis a un último y desesperado intento para someterle, el Grado Absoluto — una experiencia traumática que no terminará hasta que uno de los dos se doblegue. | 1-16                           |
| 1-17     | Fall Out                        | 4 de febrero de 1968    | Leo McKern                        | El Número Seis finalmente descubre quién es el Número Uno y huye de la Villa. ¿O quizá no?                                                                                                  | 1-17                           |

### Episodios que no se llegaron a rodar
Varios guiones y argumentos de la serie no se llegaron a rodar; algunos de ellos fueron publicados en una colección de dos volúmenes de guiones de El Prisionero editados por Robert Fairclough y publicados por Reynolds and Hearn en 2005 y 2006.
- "The Outsider" por Moris Farhi (guion completo incluido en el Volumen 1)
- "Ticket to Eternity" por Eric Mival (sinopsis incluida en el Volumen 1)
- "Friend or Foe" por Mival (sinopsis incluida en el Volumen 1)
- "Don't Get Yourself Killed" por Gerald Kelsey (guion completo incluido en el Volumen 2)